# Visado para emprendedores
Un visado para emprendedores o visa para startups (en inglés: Startup visa) es una categoría de visa de reciente creación que ofrece una vía de obtención de visado simplificada que permite a ciudadanos extranjeros ir a un país para empezar allí una actividad emprendedora. Los solicitantes normalmente tienen que reunir criterios diferentes que los que solicitan una visa tradicional para emprendedores. En algunos países incluso permite a los directores de dichas nuevas compañías el vivir y trabajar en el país, siempre y cuando se desempeñen en su propia actividad independiente. Es un tipo de visado más restrictivo que una visa de trabajo común que tiene por objetivo regular algunos aspectos, como la seguridad social de los ciudadanos extranjeros y reducir la inmigración irregular. 
En distintos países desarrollados, hay un creciente interés por atraer inmigrantes altamente cualificados que puedan traer conocimiento y crear empleo en la economía local. Sin embargo, a excepción de Estados Unidos, los emprendedores no reciben el mismo tratamiento en materia de inmigración debido a la disponibilidad de sistemas de visa basados en puntos y/o la ausencia de restricciones de propiedad en visas de trabajo donde el individuo se patrocina a sí mismo con un capital riesgo. 

## Países que lo expiden
- Australia

Australia fue uno de los primeros países en crear un visado específicamente para emprendedores en los años 70. Existen distintas categorías para dueños de negocios. Recientemente, se ha añadido una nueva categoría llamada Visa para Negocios e Inversiones Innovadoras la cual se dirige a startups innovadoras.
- Canadá

Emprendedores y fundadores de empresas emergentes tienen la oportunidad de optar a un visado cuyas normas y requisitos de fondos varían en función de la fuente dónde los fundadores o dueños del negocio obtuvieron el dinero para financiar el negocio.
- Chile

Emprendedores y fundadores de startups pueden solicitar la entrada en Startup, un programa acelerador para apoyar emprendedores y negocios innovadores. Los solicitantes aceptados tendrán una visa por un año.
- España

Los emprendedores tienen la opción de un permiso de residencia de rápida adjudicación, pero necesitan un plan de negocio aprobado por la oficina consular que declare su carácter innovador así como su especial
interés económico para España, un seguro médico y pruebas de que tengan fondos suficientes para el inicio de su estancia en el país. La decisión sobre la viabilidad del visado tarda 10 días laborables en resolverse, 20 días para el permiso de residencia.
- Estados Unidos

El programa de nuevas Visas para Startups, dentro de la Ley Internacional de Emprendedores, fue aprobado por el Congreso y comenzará a regir a partir de julio de 2017. es una visa de emigrante temporal, o una visa de residente permanente condicional (green card condicional) que se convierte en la residencia permanente (Green Card) si se cumplen las condiciones tras dos años. Esta propuesta también traería consigo una Visa Futura para Startups clasificada como visa “Basada en el Empleo”, bajo la recientemente creada categoría EB-6.
- Irlanda

Emprendedores y fundadores de empresas emergentes pueden solicitar un visado emprendedor para compañías innovadoras.
- Italia

Italia introdujo un visado para emprendedores en junio de 2014 que rompió moldes y está reservada para ideas de negocios innovadores (un visado para autónomos también está disponible; lea más abajo). Ofrece un procedimiento de visa simplificado para emprendedores que ahorra burocracia y otorga un abanico de beneficios en impuestos y en regulaciones laborales. Para poder solicitarla, el emprendedor ha de probar el carácter innovador de su idea de negocio y mostrar que tiene acceso a 50.000 € en capital de inversión para el negocio.
- Nueva Zelanda

Emprendedores y fundadores de compañías emergentes tienen desde marzo de 2014 una nueva opción llamada Visa de Trabajo para Emprendedores. Esta visa funciona en dos etapas, una para apoyar la llegada e integración en el país y otra para lanzar el negocio. Después del primer año, el emprendedor necesita desarrollar el negocio para poder quedarse en el país.
- Reino Unido

Emprendedores y fundadores de empresas emergentes tienen tres opciones de visado dependiendo de su situación y de la duración de su estancia. La visa de Emprendedor, la visa de Emprendedor Graduado y la visa de Futuro Emprendedor.
- Singapur

Emprendedores y fundadores de empresas emergentes tienen la opción de entrar en el país con un Entrepass siempre que prueben que aportarán innovación, inversiones e ingresos. La duración de la estancia depende de los ingresos que genera el negocio y de su naturaleza innovadora.